# 里哈德·法尔达
里哈德·法尔达（捷克語：Richard Farda，1945年11月8日—），捷克男子冰球运动员。他曾代表捷克斯洛伐克国家队参加1972年冬季奥林匹克运动会冰球比赛，获得一枚铜牌。